# Joe Cohen
Joe Cohen (Melbourne, 6 giugno 1984) è un giocatore di football americano statunitense.

## Nella NFL
Stagione 2007
Preso come 135a scelta dai San Francisco 49ers, rimane per l'intera stagione nella squadra di pratica senza mai giocare.
Stagione 2008
Passa ai Miami Dolphins ma rimane anche qui nella squadra di pratica.
Stagione 2009
Il 25 agosto gli Oakland Raiders lo prendono dai free agent, per poi rilasciarlo il 31 dello stesso mese. Firma con i Detroit Lions dove gioca 7 partite di cui nessuna da titolare facendo 9 tackle di cui 6 da solo e un sack.
Stagione 2010
È stato messo sulla lista infortunati l'11 agosto per un infortunio al ginocchio.

## Vittorie e premi
Nessuno.